# Pulváry Károly
Pulváry Károly, Pulvermacher (Karlsbad, 1907. július 19. – Alexandria, Virginia, 1999) magyar gépészmérnök, hangmérnök, egyetemi tanár.

## Életútja
A budapesti Királyi József Műegyetemen szerzett 1929-ben gépészmérnöki oklevelet. Egyetemi évei után 1932-ig a Telefongyár Rt. hangosmozi-osztályának munkatársa volt, de közben a Rádiónak is dolgozott. 1932-től a Magyar Film Iroda főmérnöke, majd műszaki igazgatója volt. Ott dolgozta ki első szabadalmát, a hangosfilmek forgatásához használatos hangfelvevőgépet, mely lehetővé tette a Magyar Film Iroda számára a hangosfilmek készítését.
1943-ban megalapította a Pulváry Elektrofizikai Laboratóriumot, melynek egészen 1949-es államosításáig vezetője volt. Ebben az időszakban hat szabadalmat jegyeztetett be, melyek egy részét Freund Pállal közösen dolgozta ki.
A Magyar Királyi Haditechnikai Intézettel (HTI) 1943-tól működött együtt, amikor részt vett a 44M Lidérc típusú légiharc-rakéta akusztikus közelségi gyújtójának fejlesztésében, melyre ugyancsak szabadalmi oltalmat kapott. A gyújtóról nem maradt fenn írásos dokumentáció, az a HTI iratanyagával a második világháború során eltűnt. A gyújtó vélhetően egy zajzár elvén működő áramkör volt, mely Pulváry elektromos jelek szétválasztására kidolgozott szabadalmán alapult. Utolsó magyarországi munkája a budapesti belvárosi telefonközpontban üzembe állított Magyar–Pulváry-féle pontosidő-bemondó berendezés volt.
A magáncégekkel szembeni állami fellépés miatt 1949-ben az Egyesült Államokba emigrált. Cégét 1950-ben államosították, mely ezt követően Audio Hang- és Kinotechnikai Gyár néven működött tovább.
Az Egyesült Államokban elektrotechnikával foglalkozó céget alapított, de mellette széles körű tudományos tevékenységet is folytatott. 1953-tól a washingtoni Catholic University of America egyetem oktatója lett. 1949–1970 között az Egyesült Államok Légiereje és Haditengerészete vezető kutatójaként is tevékenykedett, mellette több más tudományos intézmény tanácsadója is volt. Tudományos tevékenységének elismeréseként a New York-i Tudományos Akadémia (New York Academy of Science) örökös tagjává választották. 1986-tól 1989-ig a Magyar Mérnökök Világszervezetének elnöke volt.

## Magyarországi szabadalmai
- Hangfelvevőgép,
- Berendezés különböző amplitúdójú, illetőleg rezgésszámú villamos rezgések szétválasztására,
- Irányító és ellenőrző berendezések hangosfilmek utószinkronizálásához,
- Készülék fénynyalábnak villamos úton való befolyásolására,
- Kapcsolási elrendezés különböző amplitúdójú, illetve rezgésszámú villamos rezgések szétválasztására,
- Irányító és ellenőrző berendezések hangosfilmek utószinkronizálásához,
- Színkorongok és egyéb kisegítő eszközök hangosfilmek utószinkronizálásához és eljárás előállításukra,
- Rezonáns közelségi gyújtó (titkos szabadalom, a Magyar Királyi Haditechnikai Intézet tartotta nyilván)